# Кардла
Ка́рдла (ест. Kardla küla) — село в Естонії, у міському самоврядуванні Тарту повіту Тартумаа.

## Населення
Чисельність населення на 31 грудня 2011 року становила 71 особу.

## Історія
До 1 листопада 2017 року село входило до складу волості Тягтвере.